# ادوارد ریدز-اشمیگوی

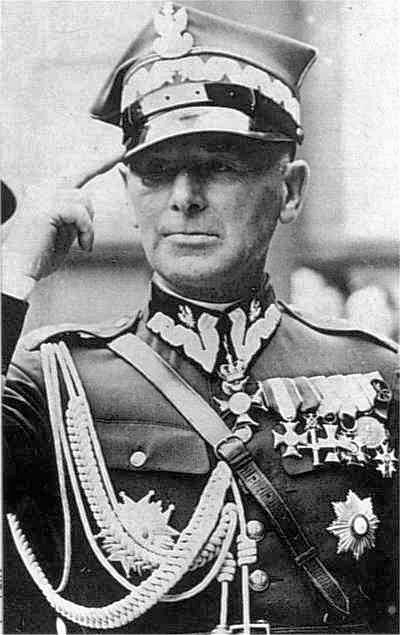
ادوارد ریدز-اشمیگوی در ۱۹۳۹ در حال سلام نظامی به شیوهٔ لهستانی با دو انگشت

مارشال ادوارد ریدز اشمیگوی (به لهستانی: Edward Rydz-Śmigły) (زادهٔ ۱۱ مارس ۱۸۸۶- مرگ ۲ دسامبر ۱۹۴۱) سیاستمدار، فرمانده کل قوا و مارشال لهستان بود. جدا از آن به نقاشی و شاعری هم می‌پرداخت.
در دوره میان‌دوجنگ به دلیل نقشش در جنگ جهانی اول و سپس جنگ لهستان-شوروی ۱۹۲۰ در افکار عمومی لهستان ریدز-اشمیگوی مورد تحسین بود و او را به چشم قهرمان می‌نگریستند. در ۱۹۳۵ و پس از مرگ یوزف پیلسودسکی او به فرماندهی کل قوا رسید و بر محبوبیتش نیز افزوده‌شد. او تا ۱۹۳۹ و آغاز جنگ جهانی دوم و تهاجم به لهستان بر این مسند بود.
پس از شکست در جنگ دوم او در سپتامبر ۱۹۳۹ به رومانی گریخت. در ۱۹۴۱ به‌طور پنهانی به ورشو بازگشت، ولی بر اثر حملهٔ قلبی جان باخت و پیکرش را با نام مستعار در گورستان پوازکی به خاک سپردند.